# План Контактной группы
План Контактной группы — план мирного урегулирования вооружённого конфликта в Боснии и Герцеговине, предложенный в 1994 году Контактной группой.

## Содержание плана
В состав Контактной группы по Балканскому полуострову вошли Великобритания, Франция, Германия, Россия и США. Группа предложила разделить Боснию и Герцеговину на Республику Сербскую (49%) и Федерацию Боснии и Герцеговины (51%). Хорваты и боснийцы одобрили план раздела, в то время как против плана выступили сербы, которые проживали на 2/3 территории страны. Официально свою позицию сербы выразили на референдуме, на котором 96,12% голосовавших выступили против принятия плана.
Наиболее ярым противником плана была Сербская православная церковь. На заседании Народной скупщины Республики Сербской в июле 1994 года епископ Захумско-Герцеговинский и Приморский Афанасий заявил, что Сербская православная церковь не потерпит «паралич сербского народа» и не подпишет никогда соглашение, которое привело бы к поражению сербов в правах. Митрополит Черногорско-Приморский Амфилохий отправил телеграмму из Цетине с призывом не принимать мирный план.
5 июля 1994 года Архиерейский собор Сербской православной церкви выпустил «Обращение к сербскому народу и мировой общественности», в котором призывал сербов поддержать Республику Сербскую.